# Acanthocephalus echigoensis
Acanthocephalus echigoensis is een soort haakworm uit het geslacht Acanthocephalus. De worm behoort tot de familie Echinorhynchidae. Acanthocephalus echigoensis werd in 1920 beschreven door Fujita.